# Emo Verkerk

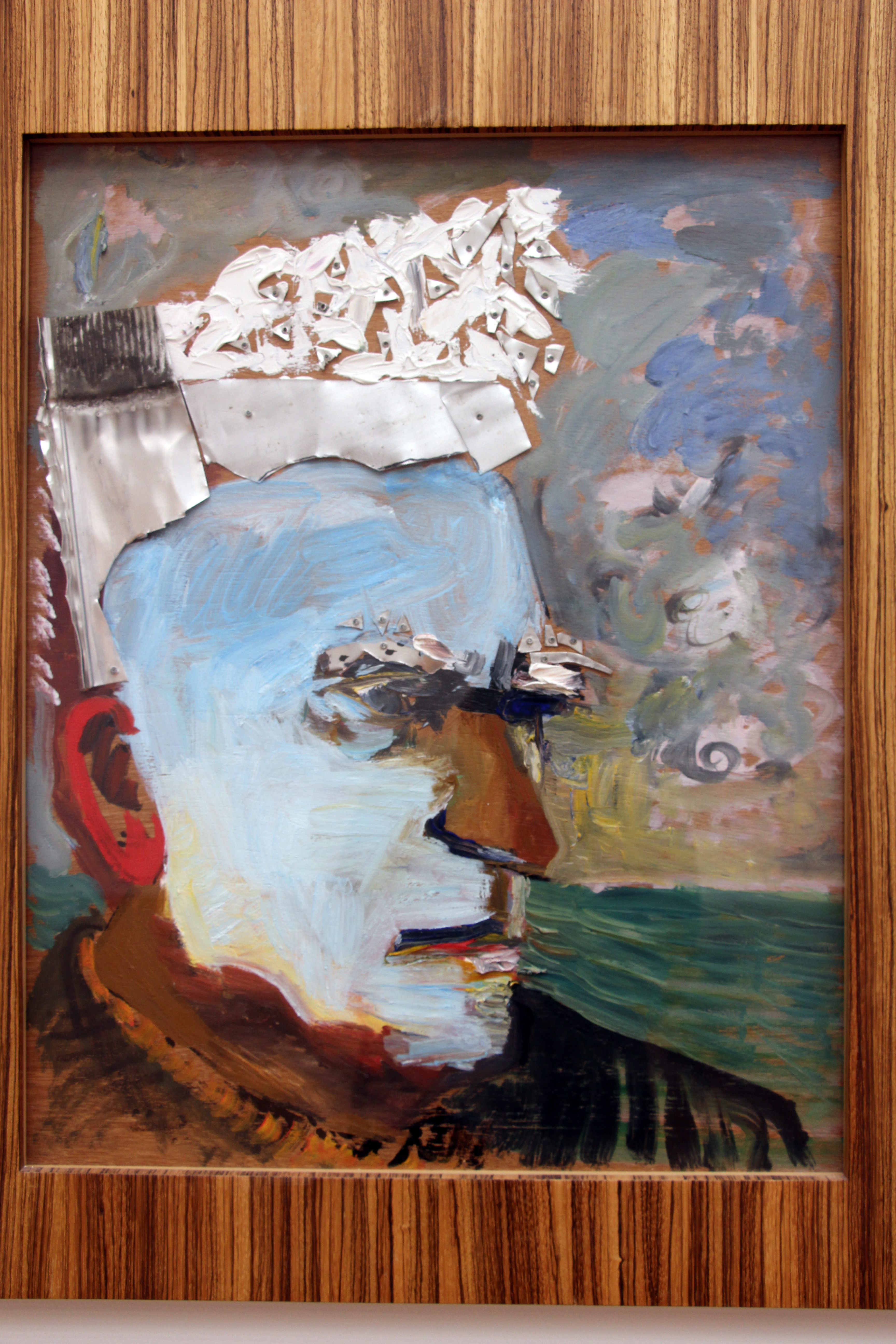
Edgard Varèse, Emo Verkerk 2000

Emo Verkerk (Amsterdam, 29 april 1955) is een Nederlands beeldend kunstenaar.

## Levensloop
Emo Verkerk studeerde filosofie aan de Vrije Universiteit Amsterdam (1974-1976) en deed vervolgens een kunstopleiding aan Ateliers '63 (1978-1980), waar hij onder anderen les kreeg van Ger van Elk.

## Werk
Verkerk werd bekend door zijn portretten van historische figuren, veelal schrijvers. Zijn werk bestaat uit landschappen, ruimtelijke beelden en portretten. Gebruikte technieken zijn onder meer tekenen, beeldhouwen en schilderen. Als ondergrond gebruikt hij diverse materialen waaronder papier, linnen, karton, blik, marmer en hout. Ook voorwerpen kunnen dienen als drager.
Zijn werk werd onder meer aangekocht door het Stedelijk Museum Amsterdam, Centraal Museum Utrecht, Bonnefantenmuseum, Boijmans van Beuningen, en Rijksmuseum Twente.

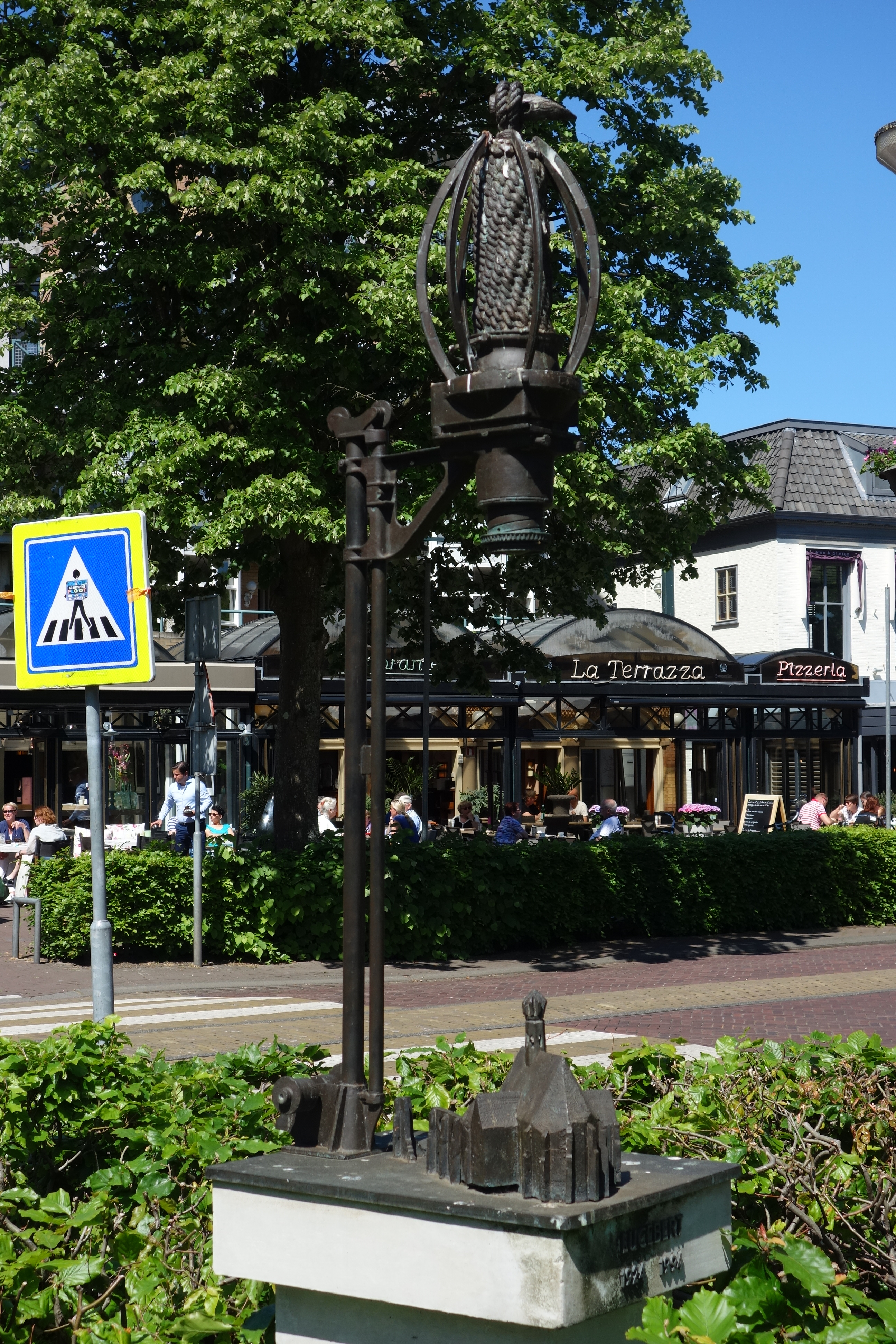
Lucebert op het Plein in Bergen, Noord-Holland, gemaakt door Emo Verkerk.

Zijn schilderij van Johan Cruijff sierde de cover van Hard Gras nr. 107 (2015).

## Exposities

### Solo-exposities
- Emo Verkerk: Why Not? Curated by Karel Schampers, Luhring Augustine Chelsea (2021)[3]
- Graag of niet / Love me or leave me, Gemeentemuseum Den Haag (2015)[4][5]
- Belle van Zuylen, Willem Baars Projects, Amsterdam (2015)
- Emo Verkerk, Fries Museum, Leeuwarden (2000)
- Nass und Trocken, Brandenburgische Kunstsammlungen, Cottbus (1999)
- Schilderijen, aquarellen en objecten, Art & Project, Slootdorp (1999)
- Emo Verkerk, Stadsmuseum Woerden, Woerden (1997)
- Emo Verkerk, Stedelijk Museum, Amsterdam (1988)
- Emo Verkerk, Marian Goodman, New York (1982)

## Prijzen
- Buning Brongers Prijs (1980)
- Koninklijke Prijs voor Vrije Schilderkunst (1981)
- Thérèse van Duyl-Schwartzeprijs (2000)
- Jeanne Oosting Prijs (2010)

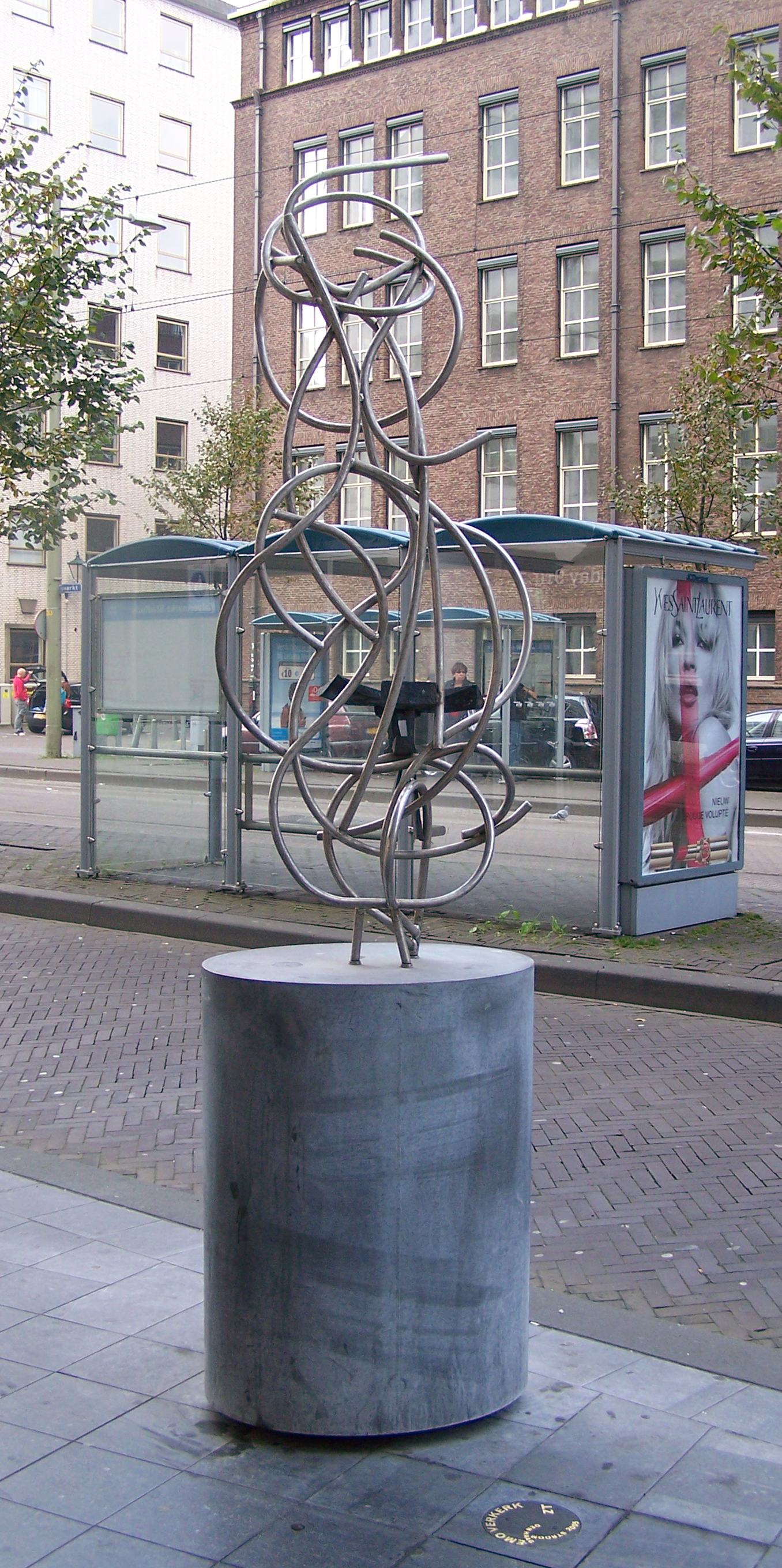
Sperwer, Emo Verkerk
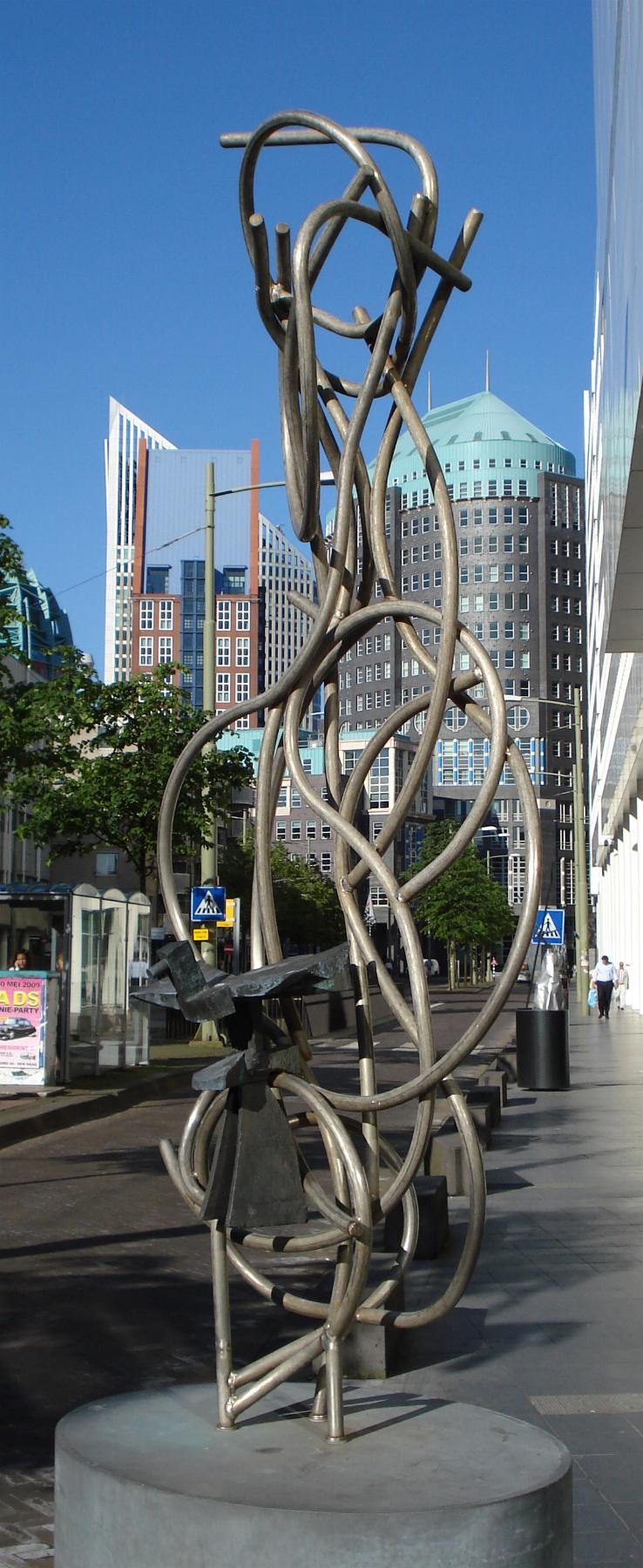
Kunstwerk Emo Verkerk in Den Haag

- Gemeinsame Normdatei: 121663159
- International Standard Name Identifier: 0000 0001 0677 6385
- Library of Congress Control Number: n2010073313
- Nederlandse Thesaurus van Auteursnamen: 072046279
- RKD-Nederlands Instituut voor Kunstgeschiedenis: 80417
- Système universitaire de documentation: 103550984
- Union List of Artist Names: 500075037
- Virtual International Authority File: 72254991
- WorldCat: E39PBJqKbx66W4dC8Vg4vwRMyd